# وانغ فاي (متزلجة)
وانغ فاي (بالصينية: 王霏) هي متزلجة صينية، ولدت في 20 فبراير 1982 في هاربن في الصين.

## وصلات خارجية
- وانغ فاي على موقع SpeedSkatingBase.eu (الإنجليزية)
- وانغ فاي على موقع SpeedSkatingNews.info (الإنجليزية)
- وانغ فاي على موقع SpeedSkatingStats.com (الإنجليزية)
- وانغ فاي على موقع اللجنة الأولمبية الدولية (الإنجليزية)
- وانغ فاي على موقع أوليمبيديا (الإنجليزية)
- وانغ فاي على موقع اللجنة الأولمبية الصينية (الإنجليزية)